# Ніжність вовків
Ніжність вовків (нім. Die Zärtlichkeit der Wölfe, англ. The Tenderness of Wolves) — німецький художній фільм, трилер, у якому показано злочинний шлях німецького серійного вбивці Фріца Хаармана.

## Сюжет
Дія відбувається у Німеччині 1925 року. Фріц Хаарман, гомосексуал, злодій та вбивця з Дюссельдорфу, отримав ліцензію та став співробітником поліції для того, щоб залишатися на волі. Водночас він разом зі своїм «діловим» та сексуальним партнером Гансом Ґрансом займався поставками м'яса на «чорний ринок». Користуючись статусом співробітника правоохоронних органів, Хаарман заманював до свого житла хлопців та молодих чоловіків без певного місця проживання, що мешкали на території залізничного вокзалу в Ганновері, після чого вбивав, розчленовував їх тіла та займався канібалізмом, при цьому відправляв м'ясо замордованих ним жертв на ринок під виглядом м'яса тварин та продавав їхній одяг. Фільм базується на реальних подіях.

## Ролі виконують
- Курт Рааб — Фріц Хаарман
- Джеф Роден — Ганс Ґранс
- Маргіт Карстенсен — фрау Ліндер
- Інгрід Кавен — Дора
- Вольфганг Шенк — комісар Браун
- Бріджіт Міра — Луїз Енгель
- Райнер Гауер — комісар Мюллер
- Барбара Бертрам — Еллі
- Райнер Вернер Фассбіндер — Вітовскі
- Гейнріх Ґіскес — Лунґіс
- Фрідріх Карл Преторіус — Курт Фромм
- Карл фон Лібецайт — герр Енгель
- Вальтер Кальтойнер — Шумахер
- Ель Хеді бен Салем — французький солдат
- Рейнер Вілл — Опфер

## Нагороди
У 1973 режисер кінострічки Уллі Ломмель був номінований на премію «Золотий Ведмідь» на Міжнародному кінофестивалі в Берліні.

## Класифікація
Даний фільм відноситься до категорії «18+»: перегляд його особами, що не досягли 18 років, є небажаним.